# Clinopegma
Clinopegma is een geslacht van weekdieren uit de klasse van de Gastropoda (slakken).

## Soorten
- Clinopegma checknum Tiba, 1981
- Clinopegma chikaoi Tiba, 1968
- Clinopegma decora (Dall, 1925)
- Clinopegma hirsutum Chiba, 1971
- Clinopegma isikawai Tiba, 1974
- Clinopegma magnum (Dall, 1895)
- Clinopegma okhotensis (Dall, 1925)